# 잘난 걸 어떡해
《잘난 걸 어떡해》는 KBS2TV에서 2001년 11월 5일부터 2002년 3월 8일까지 KBS 2TV에서 방영되었던 시트콤인데 엽기적이고 선정적인 내용으로 엄청난 혹평을 받았다.

## 방송 시간
| 방송 채널 | 방송 기간                         | 방송 시간                                            |
| --------- | --------------------------------- | ---------------------------------------------------- |
| KBS 2TV   | 2001년 11월 5일 ~ 2002년 1월 11일 | 매주 월요일 ~ 금요일 저녁 7시 50분 ~ 8시 20분 (30분) |
| KBS 2TV   | 2002년 1월 14일 ~ 2002년 3월 8일  | 매주 월요일 ~ 금요일 저녁 7시 45분 ~ 8시 20분 (35분) |

## 제작진
- 극본: 김은영,이장욱.김응석,김희란 外
- 연출 : 이재우

## 출연진
- 강병규
- 이혜영
- 서유정
- 이동건
- 오승현
- 이자영
- 윤지숙
- 신동욱
- 최재원
- 박영규
- 김준호
- 임창정
- 홍기훈
- 이성미
- 황인영
- 독고영재
- 이세준